# Carmen Slabochová
Carmen Slabochová-Raisová (ur. 7 lutego 1908 w Litvínovie, zm. ?) – czeska florecistka reprezentująca Czechosłowację, srebrna medalistka mistrzostw świata.
Podczas mistrzostw świata w Pieszczanach w 1938 roku wywalczyła srebrny medal we florecie indywidualnym. Na podium rozdzieliła rodaczkę, Marie Šedivą i Belgijkę Jenny Addams. Był to jej jedyny medal w zawodach tego cyklu.
Brała udział w igrzyskach olimpijskich w Berlinie w 1936 roku, gdzie odpadła w pierwszej rundzie. Był to jej jedyny start olimpijski.
Miała pochodzenie niemieckie, po II wojnie światowej była zmuszona wyjechać do RFN. Po latach wróciła do Czechosłowacji, do śmierci mieszkała w miejscowości Horní Jiřetín. 
Jej brat, Václav Rais, także był szermierzem.